# NGC 78B
NGC 78B (ook wel NGC 78-2, UGC 194, MCG 0-2-5, PGC 1309 of ZWG 383.1) is een lensvormig sterrenstelsel in het sterrenbeeld Vissen. Het hemelobject ligt dicht bij een ander sterrenstelsel dat het nummer NGC 78A draagt.